# 塔拉西夫卡 (博亚尔卡市镇)

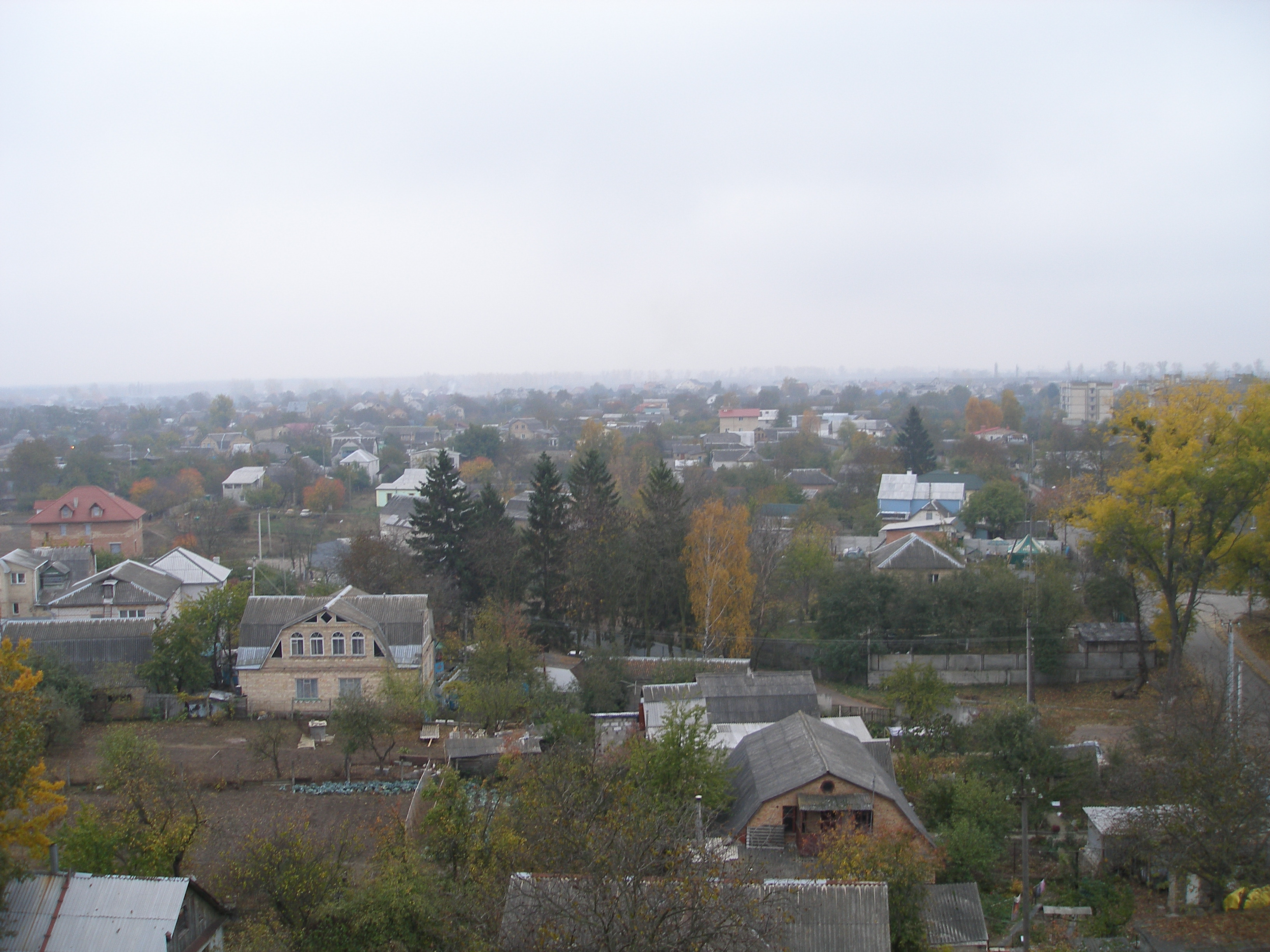
天际线

塔拉西夫卡（烏克蘭語：Тарасівка），是烏克蘭中北部基輔州法斯蒂夫區博亚尔卡市镇内的村落。始建於1924年，面積4.77平方公里，海拔高度161米，2020年人口7,310，人口密度每平方公里1,532人。

## 画廊

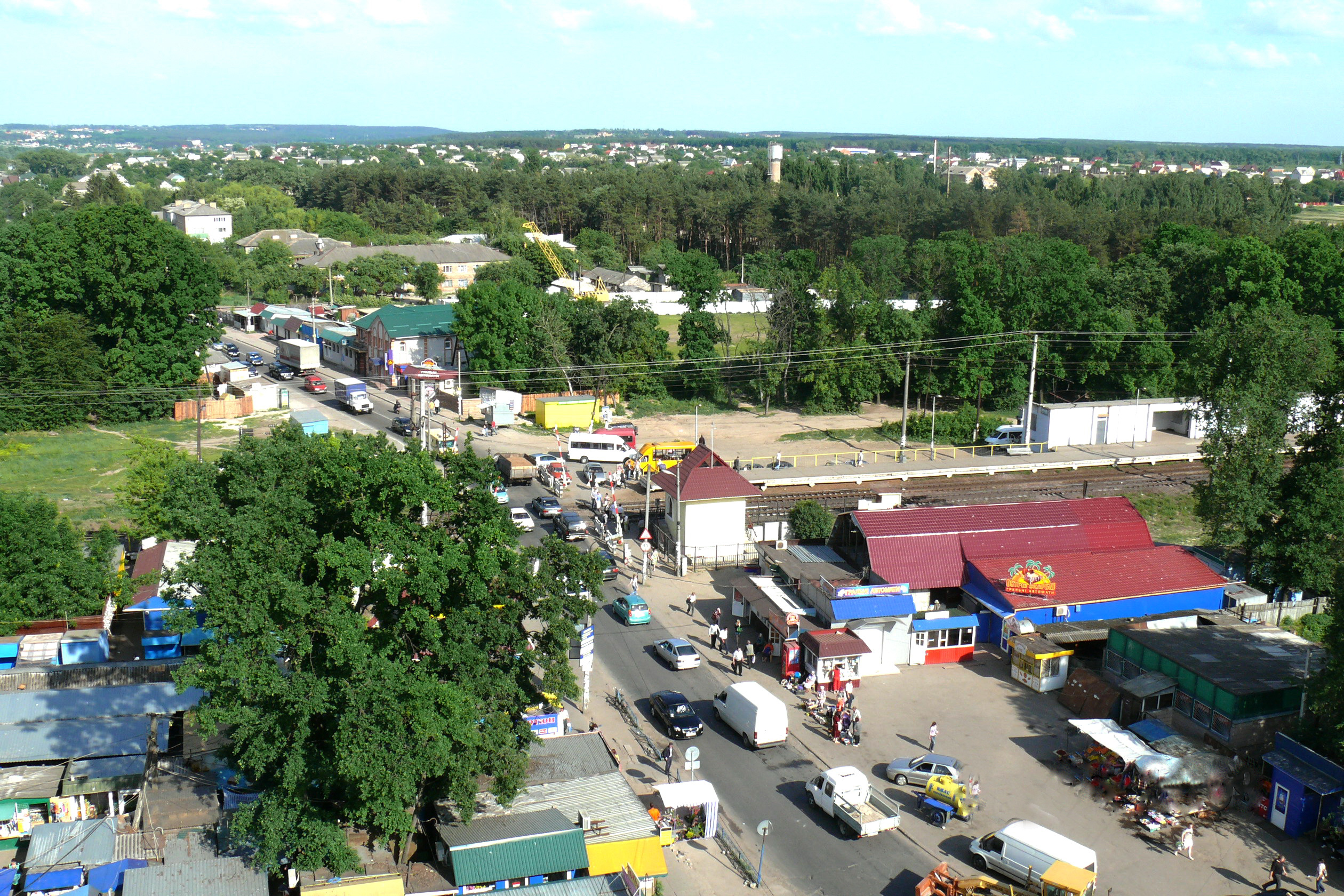
铁路道口
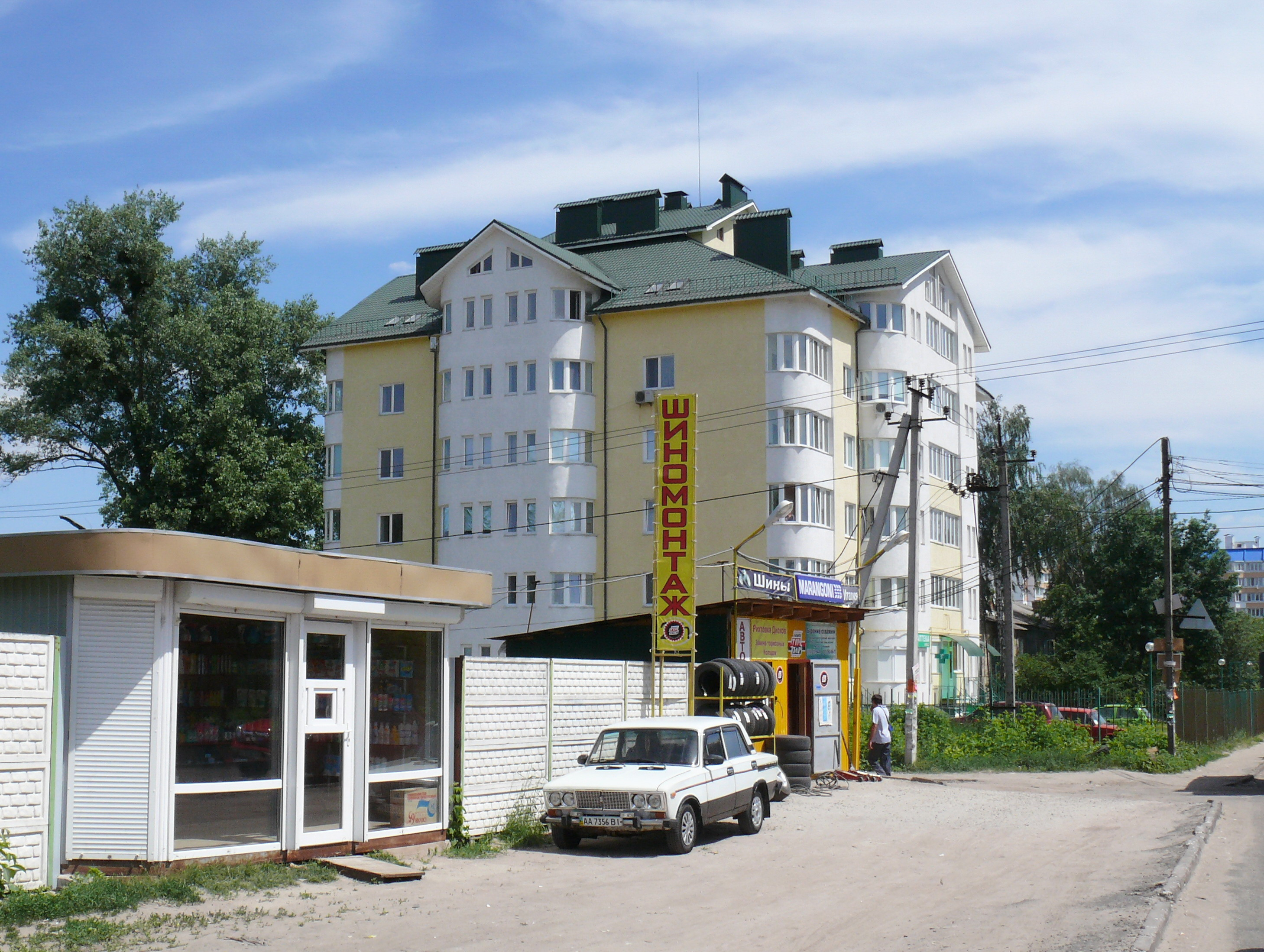
新建筑物
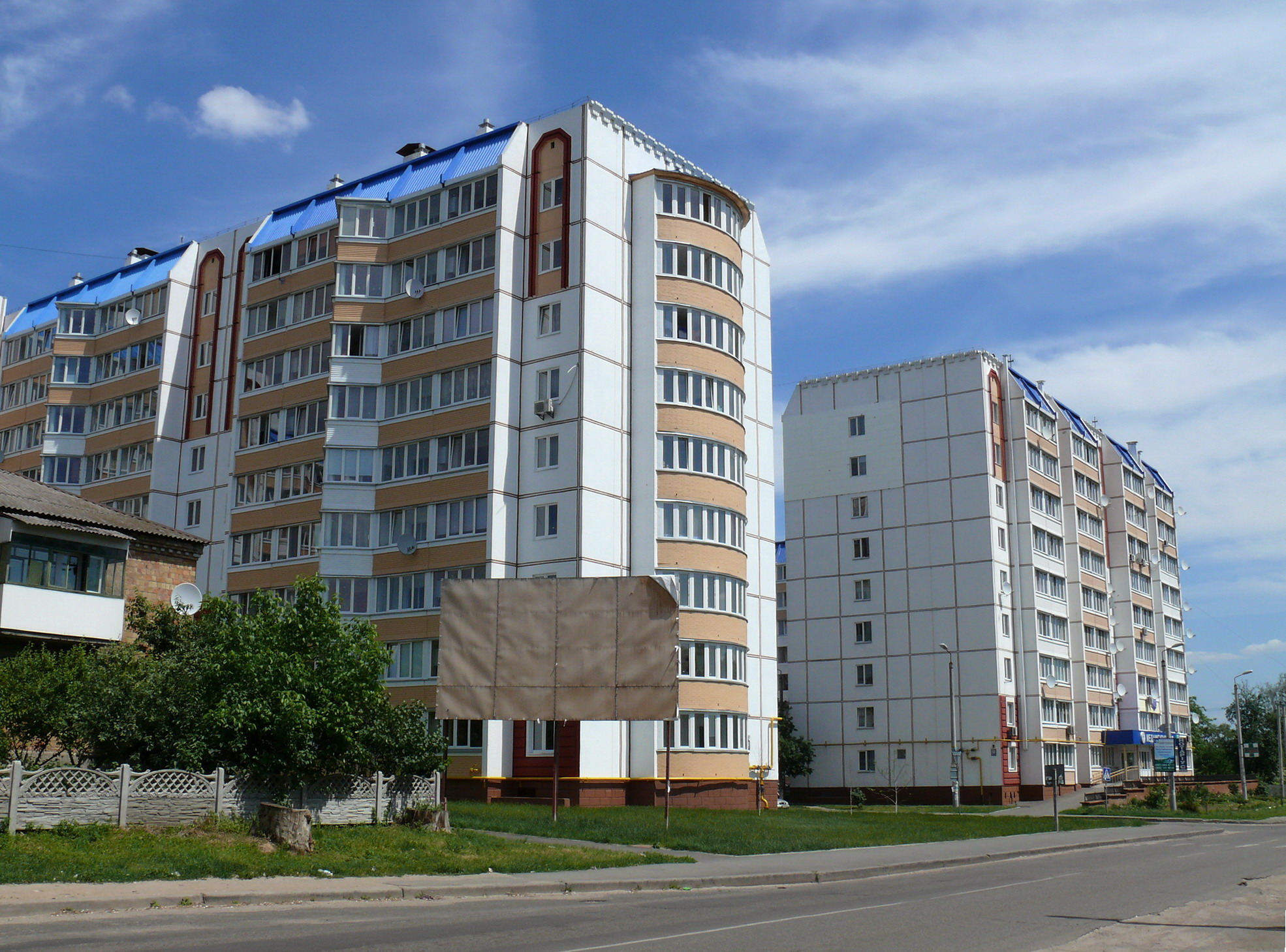
新建住宅楼
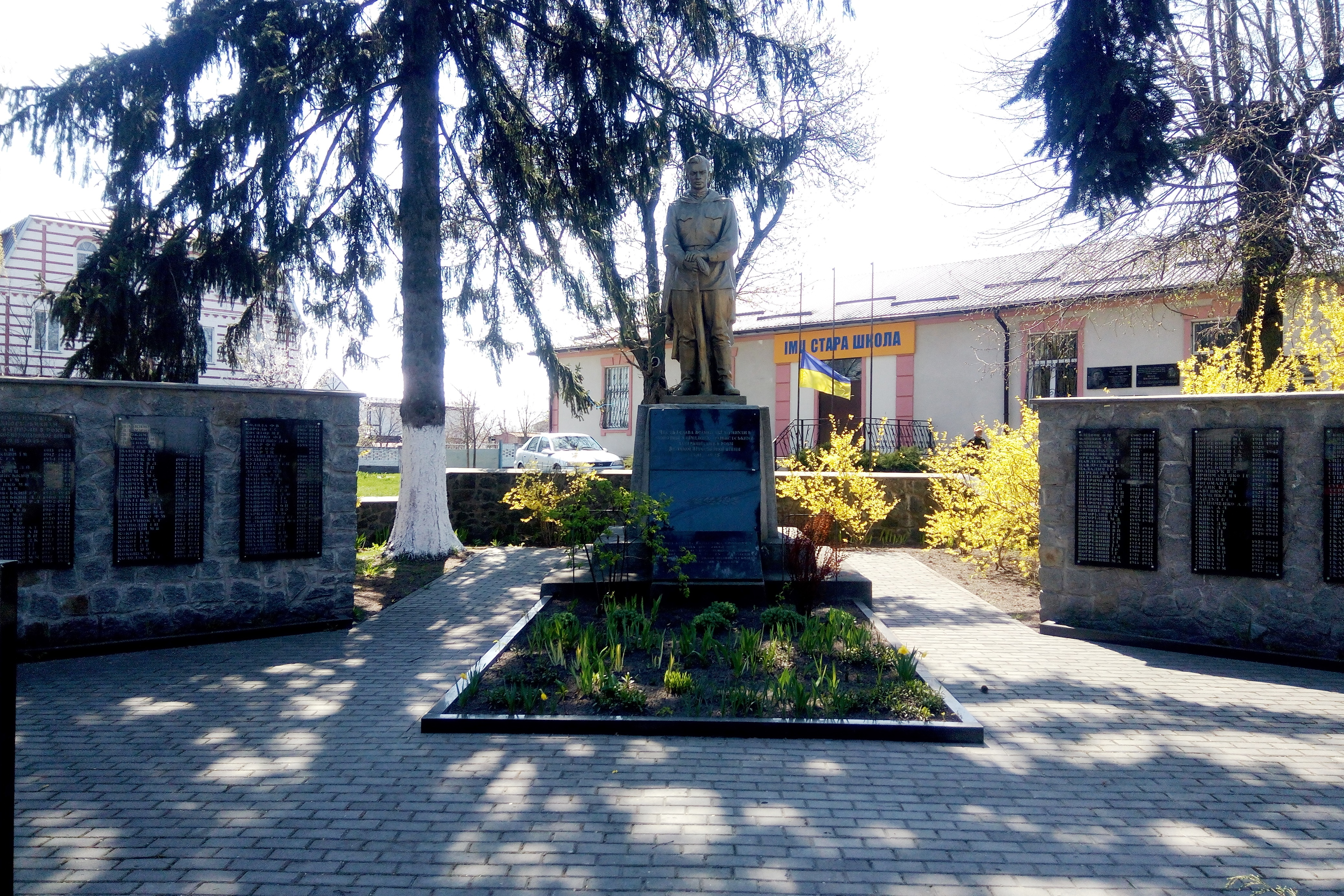
二战期间阵亡士兵的万人坑
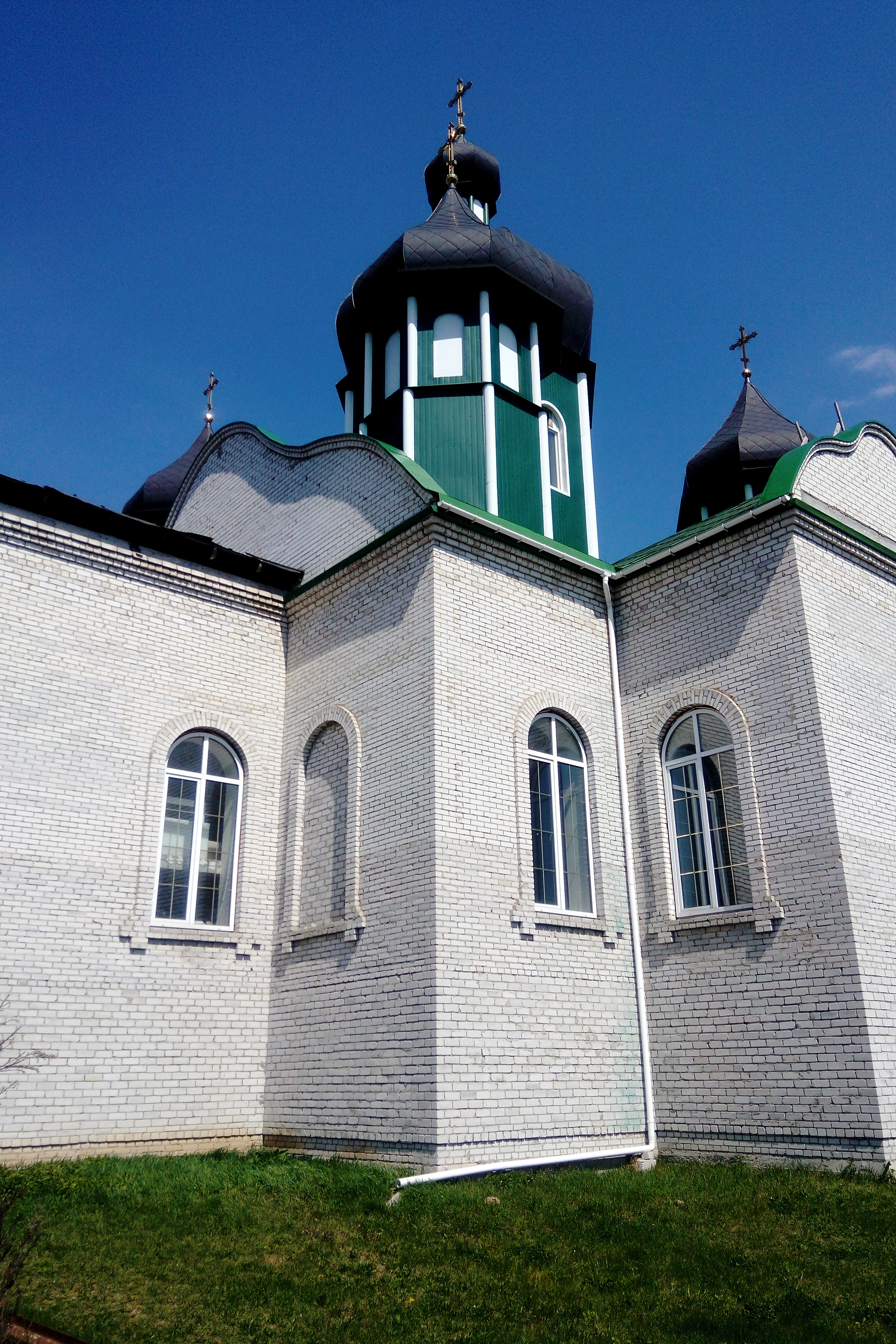
圣母升天东正教教堂
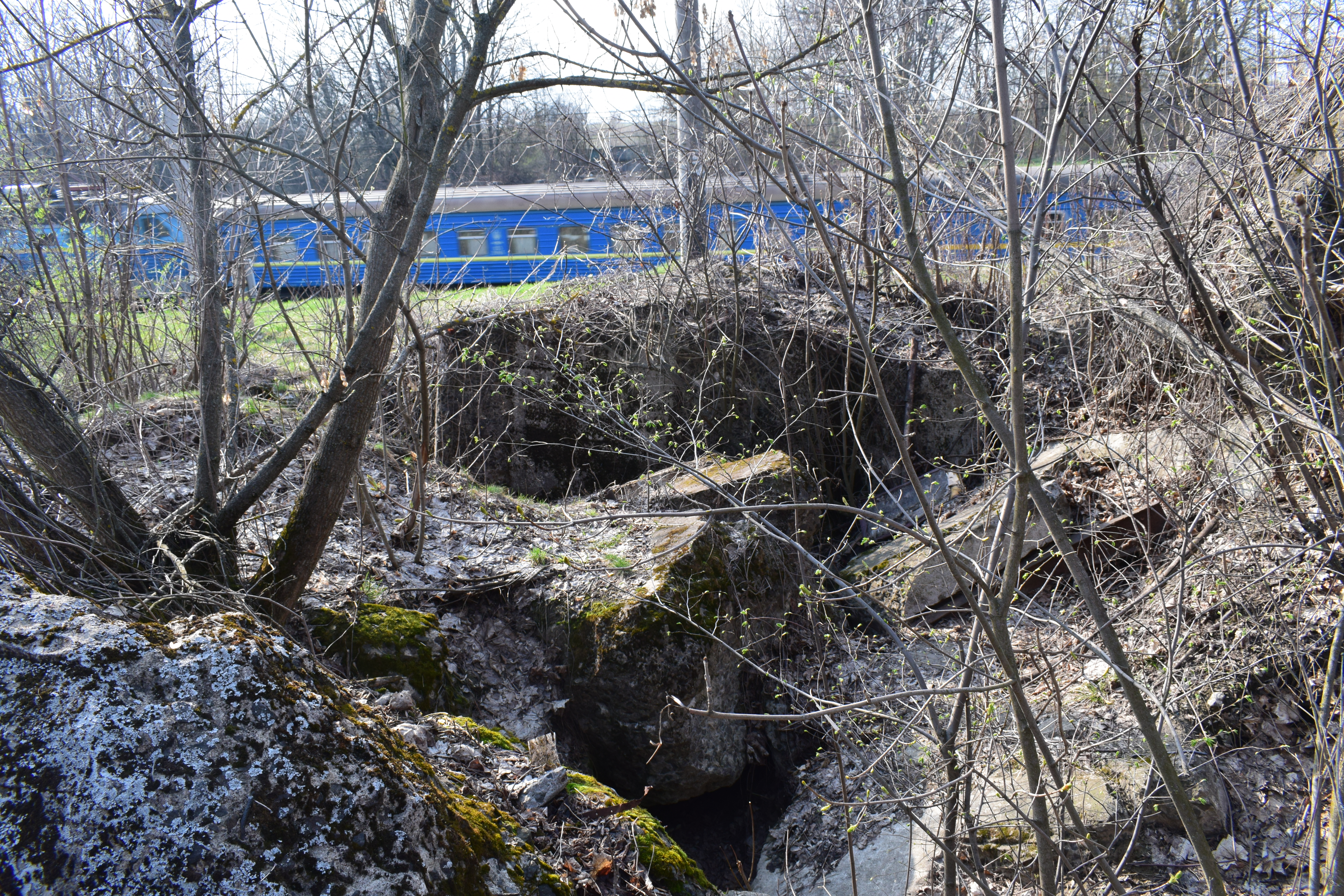
229号地堡
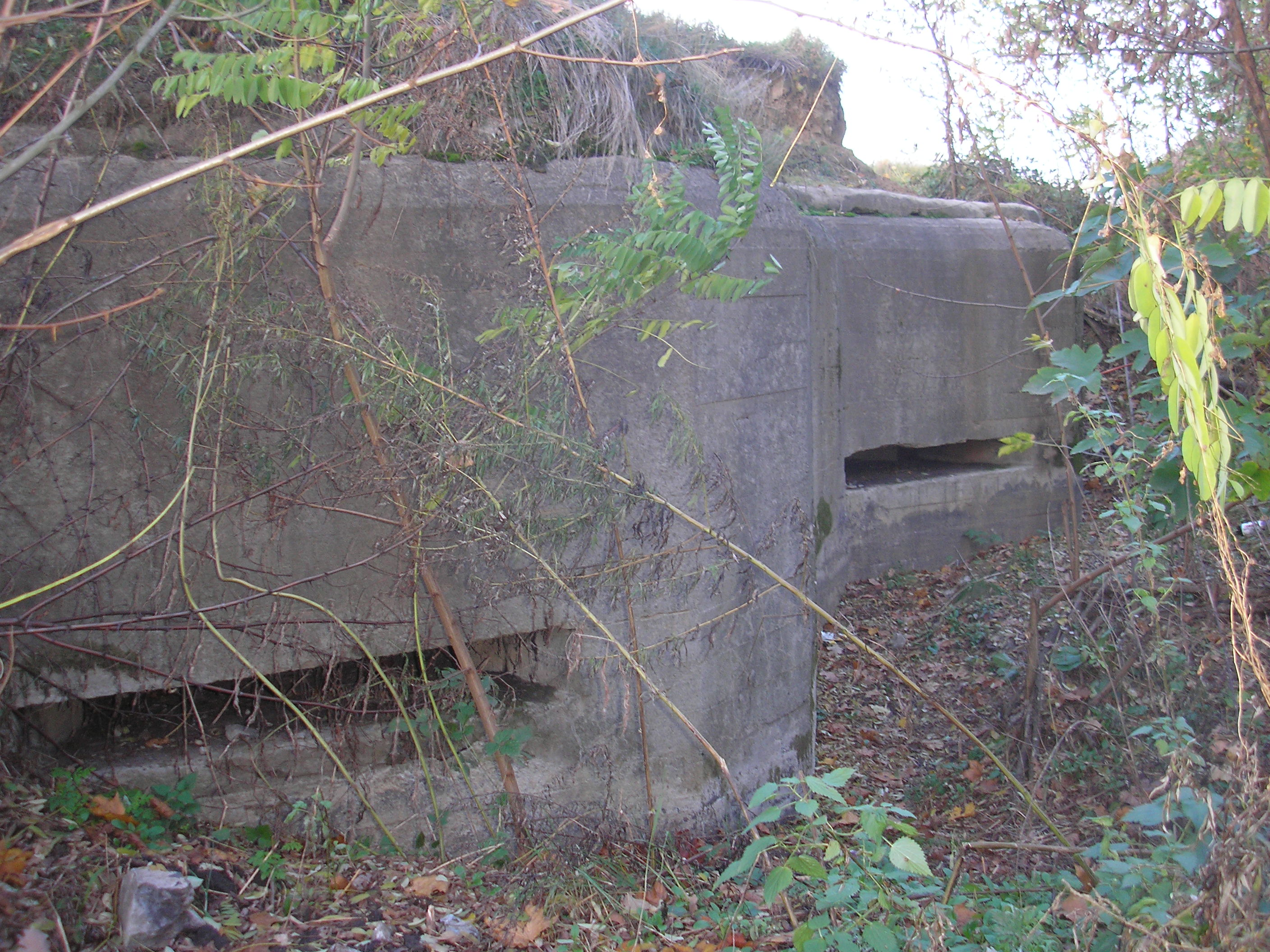
230号地堡
231炮兵阵地